# Низовка (Чувашия)
Ни́зовка (чув. Низовка) — посёлок Алатырского района Чувашской Республики. Относится к Алтышевскому сельскому поселению.

## География
Посёлок расположен в 8 км к востоку от районного центра, Алатыря. Ближайшая железнодорожная станция Алатырь там же. До центра поселения 10 км по автодорогам на север. Посёлок расположен на правом берегу реки Бездна.

## История
Деревня Низовские Выселки впервые упоминается в 1884 году. Первыми жителями были переселенцы из села Низовка, мордва (эрзяне), этим и обусловлено название. Позднее добавилось и русское население. Согласно подворной переписи 1911 года, в посёлке Низовский проживало 14 семей, из них 13 арендовали (в основном у государства) 100,2 десятин пашни и 46,7 десятин покоса. Имелось 23 взрослых лошади и 6 жеребят, 17 коров и 8 телят (а также 9 единиц прочего КРС), 117 овец и коз и 15 свиней. Почва преобладала песчаная, сеяли озимую рожь и яровой овёс, а также просо, лён и пшеницу и сажали картофель. Имелось 2 плуга и 2 веялки и сортировки. Некоторые занимались промыслами, например, 4 человека — лесными работами, 3 были чернорабочими и двое — плотниками. В 1913—1916 годах действовал лесопильный завод на берегу Бездны. В 1918 году из-за подмыва берега деревню перенесли дальше от реки, на нынешнее место.
В 1927 году деревня была переименована в посёлок Низовка. В 1929 году создан колхоз «Красное Засурье», в котором сначала было 75 га пахотных земель, а в 1940 году — уже 166 га пашни и 159 га прочей земли. В 1944 году близ Низовки был лагерь немецких военнопленных. В начале 50-х была построена гидроэлектростанция, которая просуществовала недолго из-за ошибок строительства. С конца 1950-х годов начался упадок посёлка, колхоз неоднократно укрупнялся и разукрупнялся, жители стали разъезжаться

### Административная принадлежность
До 1927 года посёлок относился к Алатырской волости Алатырского уезда, позже — к Засурско-Безднинскому (Засурскому в 1935—1939 гг.) сельсовету Алатырского района. В 2004 году Засурско-Безднинский сельсовет включён в Алтышевское сельское поселение.

## Население
| 2010 | 2012 |
| ---- | ---- |
| 11   | ↗14  |

Число дворов и жителей:
- 1884 — 9 дворов, 29 мужчин, 44 женщины.
- 1897 — 9 дворов, 40 мужчин, 33 женщины.
- 1911 — 14 хозяйств, 59 мужчин, 54 женщины, всего 13 грамотных и учащихся[3].
- 1924 — 26 дворов, 145 человек.
- 1927 — 30 дворов, 85 мужчин, 87 женщин.
- 1939 — 49 хозяйств[4], 111 мужчин, 119 женщин.
- 1979 — 73 мужчины, 93 женщины.
- 2002 — 25 дворов, 40 человек: 14 мужчин, 26 женщин, мордва (85 %)[7].
- 2010 — 6 частных домохозяйств, 11 человек: 5 мужчин, 6 женщин[2].